# Club Deportivo Lagun Onak
El Club Deportivo Lagun Onak es un club deportivo de España, de la localidad de Azpeitia, en la provincia de Guipúzcoa. Fue fundado en 1944. Su equipo de fútbol juega en el Grupo IV de la Tercera RFEF de España. El Lagun Onak, además de su sección de fútbol, tiene una sección de montañismo y otra de ciclismo.

## Historia
La fecha oficial de fundación del club es 1944, que es cuando se federa el Club Deportivo Lagun Onak de Azpeitia. Sin embargo, en el pueblo había habido ya equipos no federados que habían llevado ese nombre con anterioridad. El nombre del club, Lagun Onak, quiere decir en euskera «buenos amigos».
En 1975 el Lagun Onak ascendió por primera vez a categoría nacional, alcanzando la Tercera División. Ese mismo año debutó en la Copa del Generalísimo.
De las filas del Lagun Onak han salido algunos jugadores que han jugado en la Primera División de España, como Juan Antonio Larrañaga, Mikel Aranburu, Mikel Labaka, Tomás Orbegozo y Juan Cendoya. También el entrenador Xabier Azkargorta, seleccionador nacional de Bolivia y Chile, comenzó su carrera entrenando a este club.

## Uniforme
- Uniforme titular: Camiseta blanca, pantalón y medias azules.

## Estadio
El Club Deportivo Lagun Onak disputa sus partidos como local en el Estadio Garmendipe (1946) de hierba natural. Tiene capacidad para 2.014 espectadores y el terreno de juego tiene unas dimensiones de 100x60 m.

## Datos del club
- Temporadas en Primera División: 0.
- Temporadas en Segunda División: 0.
- Temporadas en Segunda División B: 0.
- Temporadas en Tercera División: 20.
- Mejor puesto en la liga: 1º (Tercera División, temporada 2008-09).

## Historial de categorías del Lagun Onak
- 1944-1975: Categorías regionales de Guipúzcoa.
- 1975-1977: Tercera División.
- 1977-1978: Categorías regionales de Guipúzcoa.
- 1978-1983: Tercera División.
- 1983-1991: Categorías regionales de Guipúzcoa.
- 1991-1993: Tercera División.
- 1993-1995: Categorías regionales de Guipúzcoa.
- 1995-2001: Tercera División.
- 2001-2002: Categorías regionales de Guipúzcoa.
- 2002-: Tercera División.